# Llista d'èxits musicals

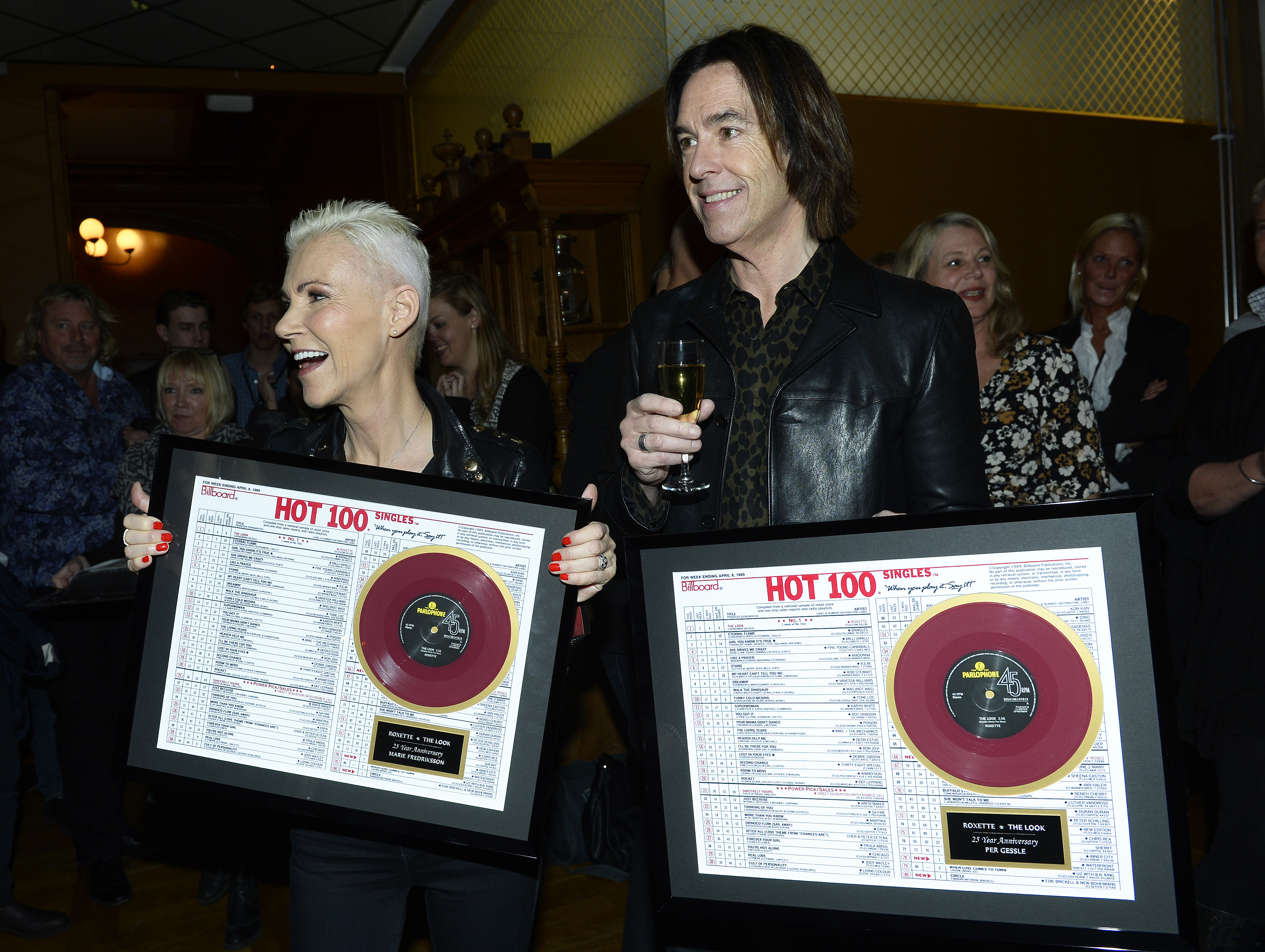
El duo suec de pop/rock Roxette celebra el 25è aniversari del seu single "The Look" arribant al primer lloc en el Billboard Hot 100

Una llista d'èxits musicals (en anglès anomenada music chart o Hit Parade) és una manera de fer un rànquing de les peces musicals enregistrades segons determinats criteris relacionats amb la popularitat i durant un període determinat. Els criteris que s'utilitzen són diversos i sovint es combinen. Inclouen els discos venuts, la quantitat de reproduccions que s'han fet a les emissores de ràdio, el nombre de descàrregues i la quantitat d'activitat de transmissió.
Algunes llistes són específiques d'un gènere musical determinat, com Top 10 Rock Songs, i la majoria d'una ubicació geogràfica determinada. El període més habitual que cobreix una llista és una setmana, i la llista s'imprimeix o s'emet al final d'aquest període. A continuació, es calculen les llistes resumides per anys i dècades a partir de les seves llistes setmanals constitutives. El gràfic s'ha convertit en una forma cada cop més important de mesurar l'èxit comercial de les cançons individuals.

## Història
La primera llista de discos va ser fundada el 1952 per Percy Dickins, mentre treballava a New Musical Express. Dickins trucava a aproximadament vint botigues de discos del Regne Unit i preguntava quins eren els seus discos més venuts aquella setmana. Diverses llistes similars van seguir després de l'èxit de la llista NME, incloent-hi Melody Maker i Record Retailer.
Als Estats Units, Billboard va introduir la seva classificació Hot 100 el 4 d'agost de 1958, com la primera llista a integrar completament les dades de vendes i emissió. Abans d'això, Billboard publicava classificacions separades com ara "Best Sellers in Stores" (Més venuts a les botigues), "Most Played by Jockeys" (Més reproduïts pels disc-jòqueis) (aquest reviscut com a "Hot 100 Airplay") i "Most Played in Juke Boxes" (més reproduits a les màquines tocadiscos). De 1958 a 1991, la Hot 100 es basava en llistes de reproducció de ràdio i enquestes de comerç minorista. El 30 de novembre de 1991, Billboard va introduir un nou mètode per determinar el Hot 100: «mitjançant una combinació d'emissió de ràdio real monitoritzada electrònicament per Nielsen Broadcast Data Systems (BDS), llistes de reproducció addicionals d'emissores de mercat petit i informació real del punt de venda proporcionada per Nielsen SoundScan». Fins al 1998, només els senzills publicats físicament podien entrar a les llistes d'èxits. En les darreres dècades, la música tradicional orientada a bandes ha disminuït a les llistes d'èxits, sobretot als Estats Units, a mesura que els artistes en solitari i les produccions basades en l'electrònica guanyaven domini.

## Llistes existents
A continuació es mostren algunes de les llistes de música més conegudes del món. La Billboard Hot 100 és una llista d'èxits popular que va ser la primera basada en els discos més venuts.
| Estat                   | Llista/es |
| ----------------------- | --- |
| Alemanya                | Media Control Charts, Deutsche Alternative Charts |
| Argentina               | Argentina Hot 100, llistes de la Cámara Argentina de Productores de Fonogramas y Videogramas |
| Austràlia               | ARIA Charts |
| Àustria                 | Ö3 Austria Top 40 |
| Bèlgica                 | Ultratop, De Afrekening |
| Brasil                  | Top 100 Brasil |
| Canadà                  | Canadian Singles Chart, CHUM Chart, Canadian Hit 30 Countdown, The R3-30, Mediabase, Canadian Hot 100 |
| Colòmbia                | Llistes de National-Report |
| Corea del Sud           | Llistes de Circle Chart i de Melon |
| Croàcia                 | Top Lista publicada per Hrvatska Diskografska Udruga |
| Dinamarca               | Tracklisten |
| Eslovènia               | SloTop50 |
| Espanya                 | Los 40, Llistes de 100 cançons, 100 àlbums i 20 recopilatoris de Promusicae |
| Estats Units d'Amèrica  | Billboard Hot 100, Billboard Pop 100, Billboard 200, Top 40 Mainstream, Mainstream Rock Tracks, Modern Rock Tracks, Chart-topper, Hawaiian Island Charts, Hit Parade, American Country Countdown, Mediabase |
| Europa                  | Eurochart Hot 100 Singles |
| Finlàndia               | Finland Singles Chart, Mitä hittiä, YLE Top40 |
| França                  | Llistes setmanals d'àlbums i senzills del Syndicat National de l'Édition Phonographique |
| Grècia                  | Hellenic Alternative Charts |
| Hongria                 | Llistes proporcionades per Mahasz |
| Indonèsia               | Billoboard Indonesia |
| Irlanda                 | Irish Albums Chart, Irish Singles Chart |
| Itàlia                  | Llistes d'àlbums, recopilatoris i senzills de la Federazione Industria Musicale Italiana |
| Japó                    | Original Confidence, Planet chart, Soundscan, Music Research, Music Labo, Oricon, Tokio Hot 100, Osakan Hot 100                                                                                             |
| Letònia                 | Latvian Singles Chart, Latvian Airplay Chart |
| Lituània                | Lithuanian Singles Chart, Lithuania Airplay Chart |
| Món                     | Llistes d'àlbums i senzills de Rate Your Music |
| Noruega                 | VG-lista |
| Nova Zelanda            | Recording Industry Association of New Zealand |
| Països Baixos           | MegaCharts, Dutch Top 40, Mega Top 50 |
| Polònia                 | Polish National Top 50 |
| Portugal                | Top 50 Nacional, Hit List Portugal |
| Regne Unit              | UK Albums Chart, UK Singles Chart, The Official UK Charts Company |
| República de Sud-àfrica | Llistes d'OFM i Puk FM |
| República Txeca         | Top 100 |
| Romania                 | Romanian Top 100 |
| Rússia                  | Russian Airplay Chart, Moscow Airplay Chart |
| Sèrvia                  | Pop Top Lista |
| Suècia                  | Sverigetopplistan |
| Suïssa                  | Swiss Charts |
| Turquia                 | Türkçe Top 20, Türkiye Top 20, Turkish Rock Top 20 Chart |